# Hacienda San Miguel (Coahuila)
Hacienda San Miguel es una localidad del estado mexicano de Coahuila. Es parte del municipio de Matamoros.

## Demografía
| Censo | Población |
| ----- | --------- |
| 2020  | 1020      |